# Augustyn Szamarzewski

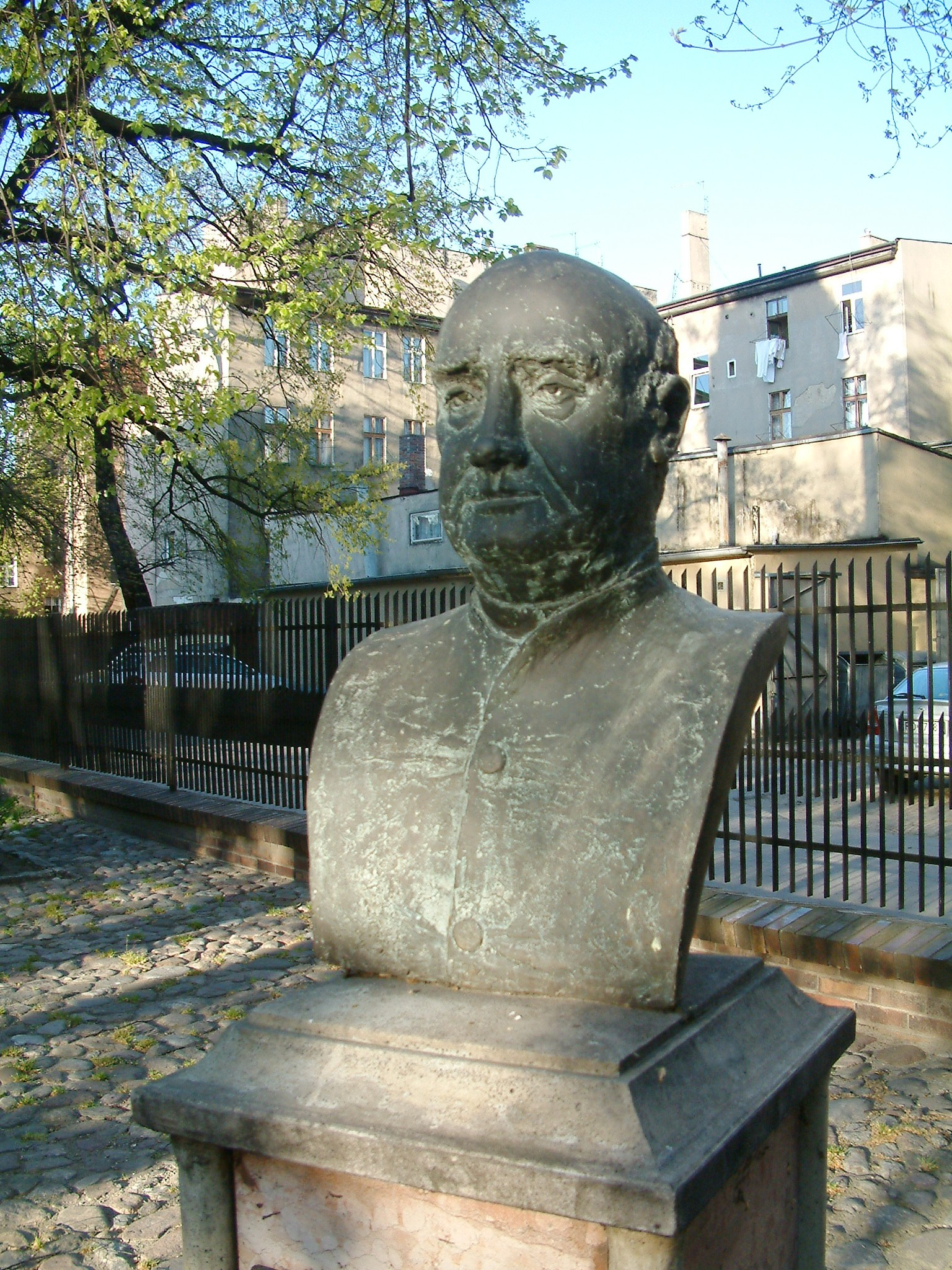
Pomnik–popiersie Augustyna Szamarzewskiego w Poznaniu

Augustyn Szamarzewski (ur. 21 stycznia 1832 w Poczdamie, zm. 8 maja 1891 w Ostrowie Wielkopolskim) – polski działacz społeczny i ksiądz związany z Wielkopolską.

## Życiorys

### Młodość i małżeństwo
Urodził się 21 stycznia 1832 roku w Poczdamie w rodzinie urzędnika pocztowego Jakuba i Agnieszki z domu Klimek. W 1845 rozpoczął naukę w Gimnazjum św. Marii Magdaleny w Poznaniu, a po zdaniu matury w 1854, rozpoczął pracę na poczcie w Poznaniu. Rok później ożenił się z Michaliną Kalawską, jednak wkrótce owdowiał. Małżeństwo było bezdzietne.

### Kapłaństwo i powstanie styczniowe (1856-1863)
Po śmierci żony Augustyn wstąpił do seminarium duchownego w Gnieźnie. Święcenia kapłańskie otrzymał w 1859, a następnie został wikarym w kościele parafialnym w Środzie Wielkopolskiej. Poza pełnieniem obowiązków duszpasterskich działał jako społecznik i organizator Stowarzyszenia Czeladzi Rzemieślniczej. W 1863, gdy wybuchło powstanie styczniowe, wygłaszał patriotyczne kazania, organizował werbunek ochotników i przemycał zaopatrzenie. Po pewnym czasie sam przedostał się do Kongresówki, gdzie został aresztowany i deportowany do Prus. Za udział w walkach został skazany na karę więzienia, którą odbywał w Poznaniu i Berlinie.

### Praca organiczna (1864-1891)
Gdy w 1864 zwolniono go, wrócił na parafię, gdzie zajął się organizacją spółdzielczości kredytowo-oszczędnościowej wśród średzkich rzemieślników i rolników. Zakładane kasy działały początkowo w ramach założonego przez niego stowarzyszenia, a następnie wyodrębniły się jako samodzielne spółdzielnie. Inicjatywa szybko rozwijała się obejmując kolejne miejscowości: Kostrzyn, Książ Wielkopolski i Jarocin. W 1872 wszystkie założone przez niego spółki połączyły się w Związek Spółek Zarobkowych i Gospodarczych, którego został patronem.
W okresie Kulturkampfu należał do grupy duchownych stawiających czynny opór polityce rządu niemieckiego, za co został w 1873 skazany na miesiąc więzienia w Kłodzku. Jeszcze podczas swojego pobytu w Środzie, a od 1886 w Ostrowie Wielkopolskim, gdzie otrzymał probostwo, Augustyn Szamarzewski odbywał liczne podróże integrując ruch spółdzielczy i szkoląc nowych członków. Swoje idee przedstawiał również w artykułach, które publikowano w „Dzienniku Poznańskim” i „Ruchu Społeczno-Ekonomicznym”.
Zmarł 8 maja 1891 w Ostrowie Wielkopolskim, gdzie został pochowany. Jego pogrzeb na Starym Cmentarzu stał się manifestacją patriotyczną.

## Upamiętnienie
Uhonorowany m.in. pomnikiem–popiersiem w Poznaniu przy kościele garnizonowym p.w. Podwyższenia Krzyża Świętego (2001) oraz pomnikiem–ławeczką w Środzie Wielkopolskiej (2016), a także ulicami swojego imienia w Poznaniu, Środzie Wielkopolskiej, Bydgoszczy i Ostrowie. Imię Augustyna Szamarzewskiego nosi także Nagroda Gospodarcza Ziemi Ostrowskiej.

## W kulturze
- Jest jednym z bohaterów polskiego serialu historycznego Najdłuższa wojna nowoczesnej Europy w reżyserii Jerzego Sztwiertni. Odtwórcą jego roli był Jerzy Bińczycki.